# Pius Parsch
Pius Parsch (Neustift, Moravska, Češka, 18. svibnja 1884. – Klosterneuburg, Austrija, 11. ožujka 1954.) bio je katolički svećenik i liturgičar. 

## Životopis
Krsnog imena John Bruno Parsch, rođen je 18. svibnja 1884. u Neustiftu blizu Olmutza, Moravska, u današnjoj Češkoj Republici. Dobio je ime Pius kad je stupio u zajednicu redovničkih kanonika u opatiji Klosterneuburg. Bio je vodeća osoba u liturgijskom pokretu, objavljujući rezultate novijeg liturgijskog učenja u knjigama na njemačkom jeziku: The Liturgy of the Mass (Herder, 1940.), The Breviary Explained (id., 1952.) i The Church's Year of Grace (Liturgical Press, 1953.).
Parsch je promovirao Volksliturgischen (»pučka misa«). Ova rana praksa liturgijske obnove bila je poznata po slavlju na slobodno stojećem oltaru sa svećenikom okrenutim prema narodu (što je Parsch uveo u crkvi St. Gertrud Kirche), gotičkom ruhu i naglasku na liturgijskim godišnjim dobima, a ne na kalendaru svetaca. Sve su te značajke bile dopuštene, ali neuobičajene prije Drugog vatikanskog sabora. 
Umro je u Klosterneuburgu, 11. ožujka 1954. u dobi od 69 godina.